# 生活法庭
生活法庭，又稱校園法庭，是一種校園中的生活管理和教育方式，以師生共同組成的法官團來處理糾紛和違規事件的方式，通常實行於有生活公約的民主學校。
有別於一般的法庭，生活法庭是一個教育性質的法庭，具有澄清、教導和審判三個職責。

## 澄清
生活法庭中，會讓當事人說明清楚、澄清客觀事實和主觀感受，再作教導和裁決。這個說明的過程讓學生有被重視的感覺。在管理主義的學校中，常忽視澄清的過程，使學生覺得冤屈。

## 教導
法官在庭上會教導學生，糾下錯誤的認知或無效的行為模式。由於法官往往也是學生，能用學生能理解、接受的方式來教導。

## 審判
生活法庭的懲罰往往是象徵性的當庭道歉。較嚴重的案件，可能會以權利剝奪、賠償損失、勞動服務、罰金等方式處理，各學校不一。
由於民主學校重視校園人權，生活法庭不會以體罰做為懲罰方式。
在種籽學苑，單次最重的判決是回家反省一天，不得上學。單学期累計五次後，則需退學。

## 具體實施的學校
美國的瑟谷學校（Sudbury Valley School）是首先實施生活法庭的學校之一，因成效良好而受到重視和模彷。

## 外部連結
- 自主學習促進會 （页面存档备份，存于）